# Визирь (шахматы)
|   | a                                                                                                | b                                                                                                | c                                                                                                | d                                                                                                | e                                                                                                | f                                                                                                | g                                                                                                | h                                                                                                |   |
| - | ------------------------------------------------------------------------------------------------ | ------------------------------------------------------------------------------------------------ | ------------------------------------------------------------------------------------------------ | ------------------------------------------------------------------------------------------------ | ------------------------------------------------------------------------------------------------ | ------------------------------------------------------------------------------------------------ | ------------------------------------------------------------------------------------------------ | ------------------------------------------------------------------------------------------------ | - |
| 8 | e5 чёрная пешка · d4 чёрный круг · e4 белая перевёрнутая ладья · f4 чёрный круг · e3 чёрный круг | e5 чёрная пешка · d4 чёрный круг · e4 белая перевёрнутая ладья · f4 чёрный круг · e3 чёрный круг | e5 чёрная пешка · d4 чёрный круг · e4 белая перевёрнутая ладья · f4 чёрный круг · e3 чёрный круг | e5 чёрная пешка · d4 чёрный круг · e4 белая перевёрнутая ладья · f4 чёрный круг · e3 чёрный круг | e5 чёрная пешка · d4 чёрный круг · e4 белая перевёрнутая ладья · f4 чёрный круг · e3 чёрный круг | e5 чёрная пешка · d4 чёрный круг · e4 белая перевёрнутая ладья · f4 чёрный круг · e3 чёрный круг | e5 чёрная пешка · d4 чёрный круг · e4 белая перевёрнутая ладья · f4 чёрный круг · e3 чёрный круг | e5 чёрная пешка · d4 чёрный круг · e4 белая перевёрнутая ладья · f4 чёрный круг · e3 чёрный круг | 8 |
| 7 | e5 чёрная пешка · d4 чёрный круг · e4 белая перевёрнутая ладья · f4 чёрный круг · e3 чёрный круг | e5 чёрная пешка · d4 чёрный круг · e4 белая перевёрнутая ладья · f4 чёрный круг · e3 чёрный круг | e5 чёрная пешка · d4 чёрный круг · e4 белая перевёрнутая ладья · f4 чёрный круг · e3 чёрный круг | e5 чёрная пешка · d4 чёрный круг · e4 белая перевёрнутая ладья · f4 чёрный круг · e3 чёрный круг | e5 чёрная пешка · d4 чёрный круг · e4 белая перевёрнутая ладья · f4 чёрный круг · e3 чёрный круг | e5 чёрная пешка · d4 чёрный круг · e4 белая перевёрнутая ладья · f4 чёрный круг · e3 чёрный круг | e5 чёрная пешка · d4 чёрный круг · e4 белая перевёрнутая ладья · f4 чёрный круг · e3 чёрный круг | e5 чёрная пешка · d4 чёрный круг · e4 белая перевёрнутая ладья · f4 чёрный круг · e3 чёрный круг | 7 |
| 6 | e5 чёрная пешка · d4 чёрный круг · e4 белая перевёрнутая ладья · f4 чёрный круг · e3 чёрный круг | e5 чёрная пешка · d4 чёрный круг · e4 белая перевёрнутая ладья · f4 чёрный круг · e3 чёрный круг | e5 чёрная пешка · d4 чёрный круг · e4 белая перевёрнутая ладья · f4 чёрный круг · e3 чёрный круг | e5 чёрная пешка · d4 чёрный круг · e4 белая перевёрнутая ладья · f4 чёрный круг · e3 чёрный круг | e5 чёрная пешка · d4 чёрный круг · e4 белая перевёрнутая ладья · f4 чёрный круг · e3 чёрный круг | e5 чёрная пешка · d4 чёрный круг · e4 белая перевёрнутая ладья · f4 чёрный круг · e3 чёрный круг | e5 чёрная пешка · d4 чёрный круг · e4 белая перевёрнутая ладья · f4 чёрный круг · e3 чёрный круг | e5 чёрная пешка · d4 чёрный круг · e4 белая перевёрнутая ладья · f4 чёрный круг · e3 чёрный круг | 6 |
| 5 | e5 чёрная пешка · d4 чёрный круг · e4 белая перевёрнутая ладья · f4 чёрный круг · e3 чёрный круг | e5 чёрная пешка · d4 чёрный круг · e4 белая перевёрнутая ладья · f4 чёрный круг · e3 чёрный круг | e5 чёрная пешка · d4 чёрный круг · e4 белая перевёрнутая ладья · f4 чёрный круг · e3 чёрный круг | e5 чёрная пешка · d4 чёрный круг · e4 белая перевёрнутая ладья · f4 чёрный круг · e3 чёрный круг | e5 чёрная пешка · d4 чёрный круг · e4 белая перевёрнутая ладья · f4 чёрный круг · e3 чёрный круг | e5 чёрная пешка · d4 чёрный круг · e4 белая перевёрнутая ладья · f4 чёрный круг · e3 чёрный круг | e5 чёрная пешка · d4 чёрный круг · e4 белая перевёрнутая ладья · f4 чёрный круг · e3 чёрный круг | e5 чёрная пешка · d4 чёрный круг · e4 белая перевёрнутая ладья · f4 чёрный круг · e3 чёрный круг | 5 |
| 4 | e5 чёрная пешка · d4 чёрный круг · e4 белая перевёрнутая ладья · f4 чёрный круг · e3 чёрный круг | e5 чёрная пешка · d4 чёрный круг · e4 белая перевёрнутая ладья · f4 чёрный круг · e3 чёрный круг | e5 чёрная пешка · d4 чёрный круг · e4 белая перевёрнутая ладья · f4 чёрный круг · e3 чёрный круг | e5 чёрная пешка · d4 чёрный круг · e4 белая перевёрнутая ладья · f4 чёрный круг · e3 чёрный круг | e5 чёрная пешка · d4 чёрный круг · e4 белая перевёрнутая ладья · f4 чёрный круг · e3 чёрный круг | e5 чёрная пешка · d4 чёрный круг · e4 белая перевёрнутая ладья · f4 чёрный круг · e3 чёрный круг | e5 чёрная пешка · d4 чёрный круг · e4 белая перевёрнутая ладья · f4 чёрный круг · e3 чёрный круг | e5 чёрная пешка · d4 чёрный круг · e4 белая перевёрнутая ладья · f4 чёрный круг · e3 чёрный круг | 4 |
| 3 | e5 чёрная пешка · d4 чёрный круг · e4 белая перевёрнутая ладья · f4 чёрный круг · e3 чёрный круг | e5 чёрная пешка · d4 чёрный круг · e4 белая перевёрнутая ладья · f4 чёрный круг · e3 чёрный круг | e5 чёрная пешка · d4 чёрный круг · e4 белая перевёрнутая ладья · f4 чёрный круг · e3 чёрный круг | e5 чёрная пешка · d4 чёрный круг · e4 белая перевёрнутая ладья · f4 чёрный круг · e3 чёрный круг | e5 чёрная пешка · d4 чёрный круг · e4 белая перевёрнутая ладья · f4 чёрный круг · e3 чёрный круг | e5 чёрная пешка · d4 чёрный круг · e4 белая перевёрнутая ладья · f4 чёрный круг · e3 чёрный круг | e5 чёрная пешка · d4 чёрный круг · e4 белая перевёрнутая ладья · f4 чёрный круг · e3 чёрный круг | e5 чёрная пешка · d4 чёрный круг · e4 белая перевёрнутая ладья · f4 чёрный круг · e3 чёрный круг | 3 |
| 2 | e5 чёрная пешка · d4 чёрный круг · e4 белая перевёрнутая ладья · f4 чёрный круг · e3 чёрный круг | e5 чёрная пешка · d4 чёрный круг · e4 белая перевёрнутая ладья · f4 чёрный круг · e3 чёрный круг | e5 чёрная пешка · d4 чёрный круг · e4 белая перевёрнутая ладья · f4 чёрный круг · e3 чёрный круг | e5 чёрная пешка · d4 чёрный круг · e4 белая перевёрнутая ладья · f4 чёрный круг · e3 чёрный круг | e5 чёрная пешка · d4 чёрный круг · e4 белая перевёрнутая ладья · f4 чёрный круг · e3 чёрный круг | e5 чёрная пешка · d4 чёрный круг · e4 белая перевёрнутая ладья · f4 чёрный круг · e3 чёрный круг | e5 чёрная пешка · d4 чёрный круг · e4 белая перевёрнутая ладья · f4 чёрный круг · e3 чёрный круг | e5 чёрная пешка · d4 чёрный круг · e4 белая перевёрнутая ладья · f4 чёрный круг · e3 чёрный круг | 2 |
| 1 | e5 чёрная пешка · d4 чёрный круг · e4 белая перевёрнутая ладья · f4 чёрный круг · e3 чёрный круг | e5 чёрная пешка · d4 чёрный круг · e4 белая перевёрнутая ладья · f4 чёрный круг · e3 чёрный круг | e5 чёрная пешка · d4 чёрный круг · e4 белая перевёрнутая ладья · f4 чёрный круг · e3 чёрный круг | e5 чёрная пешка · d4 чёрный круг · e4 белая перевёрнутая ладья · f4 чёрный круг · e3 чёрный круг | e5 чёрная пешка · d4 чёрный круг · e4 белая перевёрнутая ладья · f4 чёрный круг · e3 чёрный круг | e5 чёрная пешка · d4 чёрный круг · e4 белая перевёрнутая ладья · f4 чёрный круг · e3 чёрный круг | e5 чёрная пешка · d4 чёрный круг · e4 белая перевёрнутая ладья · f4 чёрный круг · e3 чёрный круг | e5 чёрная пешка · d4 чёрный круг · e4 белая перевёрнутая ладья · f4 чёрный круг · e3 чёрный круг | 1 |
|   | a                                                                                                | b                                                                                                | c                                                                                                | d                                                                                                | e                                                                                                | f                                                                                                | g                                                                                                | h                                                                                                |   |

Визирь или вазир — сказочная шахматная фигура, которая может перемещаться на одну клетку по вертикали или горизонтали. В обозначениях ему даётся символ W. В этой статье вазир представлен перевернутой ладьёй.

## Этимология имени
Имя wazīr (вазир) (арабский/персидский: وزير от среднеперсидского vichir) означает «министр» на нескольких языках Западной и Южной Азии и встречается на английском языке как vizier . Визирь (Вазир) — это также имя королевы на арабском, персидском и хинди.

## История и номенклатура
Визирь — очень старая фигура, появлявшаяся в некоторых очень ранних вариантах шахмат, таких как шахматы Тамерлана . Визирь также появляется в некоторых исторических больших вариантах сёги, например, в дай сёги под именем злой кабан (嗔猪 — shinchō). Полководец в сянци движется как визирь, но не может покинуть свой дворец или закончить свой ход под шахом.

## Ценность
|   | a                                                                              | b                                                                              | c                                                                              | d                                                                              | e                                                                              | f                                                                              | g                                                                              | h                                                                              |   |
| - | ------------------------------------------------------------------------------ | ------------------------------------------------------------------------------ | ------------------------------------------------------------------------------ | ------------------------------------------------------------------------------ | ------------------------------------------------------------------------------ | ------------------------------------------------------------------------------ | ------------------------------------------------------------------------------ | ------------------------------------------------------------------------------ | - |
| 8 | d8 белый конь · f8 чёрный король · f7 белая перевёрнутая ладья · f6 белый конь | d8 белый конь · f8 чёрный король · f7 белая перевёрнутая ладья · f6 белый конь | d8 белый конь · f8 чёрный король · f7 белая перевёрнутая ладья · f6 белый конь | d8 белый конь · f8 чёрный король · f7 белая перевёрнутая ладья · f6 белый конь | d8 белый конь · f8 чёрный король · f7 белая перевёрнутая ладья · f6 белый конь | d8 белый конь · f8 чёрный король · f7 белая перевёрнутая ладья · f6 белый конь | d8 белый конь · f8 чёрный король · f7 белая перевёрнутая ладья · f6 белый конь | d8 белый конь · f8 чёрный король · f7 белая перевёрнутая ладья · f6 белый конь | 8 |
| 7 | d8 белый конь · f8 чёрный король · f7 белая перевёрнутая ладья · f6 белый конь | d8 белый конь · f8 чёрный король · f7 белая перевёрнутая ладья · f6 белый конь | d8 белый конь · f8 чёрный король · f7 белая перевёрнутая ладья · f6 белый конь | d8 белый конь · f8 чёрный король · f7 белая перевёрнутая ладья · f6 белый конь | d8 белый конь · f8 чёрный король · f7 белая перевёрнутая ладья · f6 белый конь | d8 белый конь · f8 чёрный король · f7 белая перевёрнутая ладья · f6 белый конь | d8 белый конь · f8 чёрный король · f7 белая перевёрнутая ладья · f6 белый конь | d8 белый конь · f8 чёрный король · f7 белая перевёрнутая ладья · f6 белый конь | 7 |
| 6 | d8 белый конь · f8 чёрный король · f7 белая перевёрнутая ладья · f6 белый конь | d8 белый конь · f8 чёрный король · f7 белая перевёрнутая ладья · f6 белый конь | d8 белый конь · f8 чёрный король · f7 белая перевёрнутая ладья · f6 белый конь | d8 белый конь · f8 чёрный король · f7 белая перевёрнутая ладья · f6 белый конь | d8 белый конь · f8 чёрный король · f7 белая перевёрнутая ладья · f6 белый конь | d8 белый конь · f8 чёрный король · f7 белая перевёрнутая ладья · f6 белый конь | d8 белый конь · f8 чёрный король · f7 белая перевёрнутая ладья · f6 белый конь | d8 белый конь · f8 чёрный король · f7 белая перевёрнутая ладья · f6 белый конь | 6 |
| 5 | d8 белый конь · f8 чёрный король · f7 белая перевёрнутая ладья · f6 белый конь | d8 белый конь · f8 чёрный король · f7 белая перевёрнутая ладья · f6 белый конь | d8 белый конь · f8 чёрный король · f7 белая перевёрнутая ладья · f6 белый конь | d8 белый конь · f8 чёрный король · f7 белая перевёрнутая ладья · f6 белый конь | d8 белый конь · f8 чёрный король · f7 белая перевёрнутая ладья · f6 белый конь | d8 белый конь · f8 чёрный король · f7 белая перевёрнутая ладья · f6 белый конь | d8 белый конь · f8 чёрный король · f7 белая перевёрнутая ладья · f6 белый конь | d8 белый конь · f8 чёрный король · f7 белая перевёрнутая ладья · f6 белый конь | 5 |
| 4 | d8 белый конь · f8 чёрный король · f7 белая перевёрнутая ладья · f6 белый конь | d8 белый конь · f8 чёрный король · f7 белая перевёрнутая ладья · f6 белый конь | d8 белый конь · f8 чёрный король · f7 белая перевёрнутая ладья · f6 белый конь | d8 белый конь · f8 чёрный король · f7 белая перевёрнутая ладья · f6 белый конь | d8 белый конь · f8 чёрный король · f7 белая перевёрнутая ладья · f6 белый конь | d8 белый конь · f8 чёрный король · f7 белая перевёрнутая ладья · f6 белый конь | d8 белый конь · f8 чёрный король · f7 белая перевёрнутая ладья · f6 белый конь | d8 белый конь · f8 чёрный король · f7 белая перевёрнутая ладья · f6 белый конь | 4 |
| 3 | d8 белый конь · f8 чёрный король · f7 белая перевёрнутая ладья · f6 белый конь | d8 белый конь · f8 чёрный король · f7 белая перевёрнутая ладья · f6 белый конь | d8 белый конь · f8 чёрный король · f7 белая перевёрнутая ладья · f6 белый конь | d8 белый конь · f8 чёрный король · f7 белая перевёрнутая ладья · f6 белый конь | d8 белый конь · f8 чёрный король · f7 белая перевёрнутая ладья · f6 белый конь | d8 белый конь · f8 чёрный король · f7 белая перевёрнутая ладья · f6 белый конь | d8 белый конь · f8 чёрный король · f7 белая перевёрнутая ладья · f6 белый конь | d8 белый конь · f8 чёрный король · f7 белая перевёрнутая ладья · f6 белый конь | 3 |
| 2 | d8 белый конь · f8 чёрный король · f7 белая перевёрнутая ладья · f6 белый конь | d8 белый конь · f8 чёрный король · f7 белая перевёрнутая ладья · f6 белый конь | d8 белый конь · f8 чёрный король · f7 белая перевёрнутая ладья · f6 белый конь | d8 белый конь · f8 чёрный король · f7 белая перевёрнутая ладья · f6 белый конь | d8 белый конь · f8 чёрный король · f7 белая перевёрнутая ладья · f6 белый конь | d8 белый конь · f8 чёрный король · f7 белая перевёрнутая ладья · f6 белый конь | d8 белый конь · f8 чёрный король · f7 белая перевёрнутая ладья · f6 белый конь | d8 белый конь · f8 чёрный король · f7 белая перевёрнутая ладья · f6 белый конь | 2 |
| 1 | d8 белый конь · f8 чёрный король · f7 белая перевёрнутая ладья · f6 белый конь | d8 белый конь · f8 чёрный король · f7 белая перевёрнутая ладья · f6 белый конь | d8 белый конь · f8 чёрный король · f7 белая перевёрнутая ладья · f6 белый конь | d8 белый конь · f8 чёрный король · f7 белая перевёрнутая ладья · f6 белый конь | d8 белый конь · f8 чёрный король · f7 белая перевёрнутая ладья · f6 белый конь | d8 белый конь · f8 чёрный король · f7 белая перевёрнутая ладья · f6 белый конь | d8 белый конь · f8 чёрный король · f7 белая перевёрнутая ладья · f6 белый конь | d8 белый конь · f8 чёрный король · f7 белая перевёрнутая ладья · f6 белый конь | 1 |
|   | a                                                                              | b                                                                              | c                                                                              | d                                                                              | e                                                                              | f                                                                              | g                                                                              | h                                                                              |   |

Визирь сам по себе ненамного мощнее пешки, но как дополнительная сила к другим фигурам стоит примерно пол коня. Три визиря могут поставить мат голому королю, но не легко; два визиря и король могут поставить в пат голого короля, но не так просто. В эндшпиле «ладья против визиря» ладья выигрывает, за исключением двух ничейных крепостных позиций для визиря. Ферц, несмотря на то, что он привязан к цвету, более силен, чем визирь, в начальной фазе игры из-за его большей подвижности вперед. Визирь и ферз не могут поставить мат голому королю, если только голый король не находится значительно ближе к углу того же цвета, что и поле ферца, но комбинация коня и вазира, верблюда и вазир, жираф ((1,4)-прыгун) и вазир обычно могут это делать. 4,29 % позиций с конем и вазиром против голого короля являются крепостными ничьими.
|   | a | b | c | d | e | f | g | h |   |
| - | --- | --- | --- | --- | --- | --- | --- | --- | - |
| 8 | e8 чёрный король · d7 белая перевёрнутая ладья · e7 белая перевёрнутая ладья · f7 белая перевёрнутая ладья | e8 чёрный король · d7 белая перевёрнутая ладья · e7 белая перевёрнутая ладья · f7 белая перевёрнутая ладья | e8 чёрный король · d7 белая перевёрнутая ладья · e7 белая перевёрнутая ладья · f7 белая перевёрнутая ладья | e8 чёрный король · d7 белая перевёрнутая ладья · e7 белая перевёрнутая ладья · f7 белая перевёрнутая ладья | e8 чёрный король · d7 белая перевёрнутая ладья · e7 белая перевёрнутая ладья · f7 белая перевёрнутая ладья | e8 чёрный король · d7 белая перевёрнутая ладья · e7 белая перевёрнутая ладья · f7 белая перевёрнутая ладья | e8 чёрный король · d7 белая перевёрнутая ладья · e7 белая перевёрнутая ладья · f7 белая перевёрнутая ладья | e8 чёрный король · d7 белая перевёрнутая ладья · e7 белая перевёрнутая ладья · f7 белая перевёрнутая ладья | 8 |
| 7 | e8 чёрный король · d7 белая перевёрнутая ладья · e7 белая перевёрнутая ладья · f7 белая перевёрнутая ладья | e8 чёрный король · d7 белая перевёрнутая ладья · e7 белая перевёрнутая ладья · f7 белая перевёрнутая ладья | e8 чёрный король · d7 белая перевёрнутая ладья · e7 белая перевёрнутая ладья · f7 белая перевёрнутая ладья | e8 чёрный король · d7 белая перевёрнутая ладья · e7 белая перевёрнутая ладья · f7 белая перевёрнутая ладья | e8 чёрный король · d7 белая перевёрнутая ладья · e7 белая перевёрнутая ладья · f7 белая перевёрнутая ладья | e8 чёрный король · d7 белая перевёрнутая ладья · e7 белая перевёрнутая ладья · f7 белая перевёрнутая ладья | e8 чёрный король · d7 белая перевёрнутая ладья · e7 белая перевёрнутая ладья · f7 белая перевёрнутая ладья | e8 чёрный король · d7 белая перевёрнутая ладья · e7 белая перевёрнутая ладья · f7 белая перевёрнутая ладья | 7 |
| 6 | e8 чёрный король · d7 белая перевёрнутая ладья · e7 белая перевёрнутая ладья · f7 белая перевёрнутая ладья | e8 чёрный король · d7 белая перевёрнутая ладья · e7 белая перевёрнутая ладья · f7 белая перевёрнутая ладья | e8 чёрный король · d7 белая перевёрнутая ладья · e7 белая перевёрнутая ладья · f7 белая перевёрнутая ладья | e8 чёрный король · d7 белая перевёрнутая ладья · e7 белая перевёрнутая ладья · f7 белая перевёрнутая ладья | e8 чёрный король · d7 белая перевёрнутая ладья · e7 белая перевёрнутая ладья · f7 белая перевёрнутая ладья | e8 чёрный король · d7 белая перевёрнутая ладья · e7 белая перевёрнутая ладья · f7 белая перевёрнутая ладья | e8 чёрный король · d7 белая перевёрнутая ладья · e7 белая перевёрнутая ладья · f7 белая перевёрнутая ладья | e8 чёрный король · d7 белая перевёрнутая ладья · e7 белая перевёрнутая ладья · f7 белая перевёрнутая ладья | 6 |
| 5 | e8 чёрный король · d7 белая перевёрнутая ладья · e7 белая перевёрнутая ладья · f7 белая перевёрнутая ладья | e8 чёрный король · d7 белая перевёрнутая ладья · e7 белая перевёрнутая ладья · f7 белая перевёрнутая ладья | e8 чёрный король · d7 белая перевёрнутая ладья · e7 белая перевёрнутая ладья · f7 белая перевёрнутая ладья | e8 чёрный король · d7 белая перевёрнутая ладья · e7 белая перевёрнутая ладья · f7 белая перевёрнутая ладья | e8 чёрный король · d7 белая перевёрнутая ладья · e7 белая перевёрнутая ладья · f7 белая перевёрнутая ладья | e8 чёрный король · d7 белая перевёрнутая ладья · e7 белая перевёрнутая ладья · f7 белая перевёрнутая ладья | e8 чёрный король · d7 белая перевёрнутая ладья · e7 белая перевёрнутая ладья · f7 белая перевёрнутая ладья | e8 чёрный король · d7 белая перевёрнутая ладья · e7 белая перевёрнутая ладья · f7 белая перевёрнутая ладья | 5 |
| 4 | e8 чёрный король · d7 белая перевёрнутая ладья · e7 белая перевёрнутая ладья · f7 белая перевёрнутая ладья | e8 чёрный король · d7 белая перевёрнутая ладья · e7 белая перевёрнутая ладья · f7 белая перевёрнутая ладья | e8 чёрный король · d7 белая перевёрнутая ладья · e7 белая перевёрнутая ладья · f7 белая перевёрнутая ладья | e8 чёрный король · d7 белая перевёрнутая ладья · e7 белая перевёрнутая ладья · f7 белая перевёрнутая ладья | e8 чёрный король · d7 белая перевёрнутая ладья · e7 белая перевёрнутая ладья · f7 белая перевёрнутая ладья | e8 чёрный король · d7 белая перевёрнутая ладья · e7 белая перевёрнутая ладья · f7 белая перевёрнутая ладья | e8 чёрный король · d7 белая перевёрнутая ладья · e7 белая перевёрнутая ладья · f7 белая перевёрнутая ладья | e8 чёрный король · d7 белая перевёрнутая ладья · e7 белая перевёрнутая ладья · f7 белая перевёрнутая ладья | 4 |
| 3 | e8 чёрный король · d7 белая перевёрнутая ладья · e7 белая перевёрнутая ладья · f7 белая перевёрнутая ладья | e8 чёрный король · d7 белая перевёрнутая ладья · e7 белая перевёрнутая ладья · f7 белая перевёрнутая ладья | e8 чёрный король · d7 белая перевёрнутая ладья · e7 белая перевёрнутая ладья · f7 белая перевёрнутая ладья | e8 чёрный король · d7 белая перевёрнутая ладья · e7 белая перевёрнутая ладья · f7 белая перевёрнутая ладья | e8 чёрный король · d7 белая перевёрнутая ладья · e7 белая перевёрнутая ладья · f7 белая перевёрнутая ладья | e8 чёрный король · d7 белая перевёрнутая ладья · e7 белая перевёрнутая ладья · f7 белая перевёрнутая ладья | e8 чёрный король · d7 белая перевёрнутая ладья · e7 белая перевёрнутая ладья · f7 белая перевёрнутая ладья | e8 чёрный король · d7 белая перевёрнутая ладья · e7 белая перевёрнутая ладья · f7 белая перевёрнутая ладья | 3 |
| 2 | e8 чёрный король · d7 белая перевёрнутая ладья · e7 белая перевёрнутая ладья · f7 белая перевёрнутая ладья | e8 чёрный король · d7 белая перевёрнутая ладья · e7 белая перевёрнутая ладья · f7 белая перевёрнутая ладья | e8 чёрный король · d7 белая перевёрнутая ладья · e7 белая перевёрнутая ладья · f7 белая перевёрнутая ладья | e8 чёрный король · d7 белая перевёрнутая ладья · e7 белая перевёрнутая ладья · f7 белая перевёрнутая ладья | e8 чёрный король · d7 белая перевёрнутая ладья · e7 белая перевёрнутая ладья · f7 белая перевёрнутая ладья | e8 чёрный король · d7 белая перевёрнутая ладья · e7 белая перевёрнутая ладья · f7 белая перевёрнутая ладья | e8 чёрный король · d7 белая перевёрнутая ладья · e7 белая перевёрнутая ладья · f7 белая перевёрнутая ладья | e8 чёрный король · d7 белая перевёрнутая ладья · e7 белая перевёрнутая ладья · f7 белая перевёрнутая ладья | 2 |
| 1 | e8 чёрный король · d7 белая перевёрнутая ладья · e7 белая перевёрнутая ладья · f7 белая перевёрнутая ладья | e8 чёрный король · d7 белая перевёрнутая ладья · e7 белая перевёрнутая ладья · f7 белая перевёрнутая ладья | e8 чёрный король · d7 белая перевёрнутая ладья · e7 белая перевёрнутая ладья · f7 белая перевёрнутая ладья | e8 чёрный король · d7 белая перевёрнутая ладья · e7 белая перевёрнутая ладья · f7 белая перевёрнутая ладья | e8 чёрный король · d7 белая перевёрнутая ладья · e7 белая перевёрнутая ладья · f7 белая перевёрнутая ладья | e8 чёрный король · d7 белая перевёрнутая ладья · e7 белая перевёрнутая ладья · f7 белая перевёрнутая ладья | e8 чёрный король · d7 белая перевёрнутая ладья · e7 белая перевёрнутая ладья · f7 белая перевёрнутая ладья | e8 чёрный король · d7 белая перевёрнутая ладья · e7 белая перевёрнутая ладья · f7 белая перевёрнутая ладья | 1 |
|   | a | b | c | d | e | f | g | h |   |